# Amélie Fillon
Pour les articles homonymes, voir Fillon.
Amélie Fillon est une écrivaine française née Amélie Février le 10 mars 1880 à Saint-Hippolyte-du-Fort et morte le 14 décembre 1968 à Paris.

## Biographie
Née le 10 mars 1880 à Saint-Hippolyte-du-Fort, elle est la fille de Raymond Février, pasteur protestant et poète.
Responsable pendant plusieurs années de la bibliothèque de l'Opéra, elle est en relation avec Gaston Boissier, François Coppée, José Maria de Heredia ou Frédéric Mistral.
Elle meurt le 21 décembre 1968.

## Œuvre
Son œuvre, à la fois critique et romanesque, est marquée par le leitmotiv protestant de la sola scriptura.
Ses Élévations poétiques (1892) et ses Chants d'une âme l'apparentent au Parnasse.
Ses essais portent sur la poésie, et s'intéressent à divers artistes comme Émile Vitta, Alfred Mortier ou François Mauriac.
En 1944, elle campe les Cévennes dans un « roman en velours côtelé », Le Grand Gouffre.

## Ouvrages
- Alfred Mortier, Paris, La Caravelle, coll. « Aujourd'hui », 1937 (BNF 32105969).
- André Maurois romancier, Paris, Malfère, coll. « Bibliothèque du hérisson », 1937 (BNF 32105970).
- Jeu du destin, Paris, Le Dauphin, 1950 (BNF 32105979).
- François Mauriac, collection  Galerie d'histoire littéraire, Paris, Malfère, 1936, 380 p.,

## Prix
- Prix Paul-Brulat 1950 de la Société des gens de lettres[4].